# Z24 (есмінець)
Z24 (нім. Z 24) — військовий корабель, ескадрений міноносець типу 1936A Кріґсмаріне за часів Другої світової війни.
Есмінець Z24 2 січня 1939 року закладений на верфі заводу Deutsche Schiff- und Maschinenbau, AG Weser у Бремені, 7 березня 1940 року спущений на воду, а 23 жовтня 1940 року корабель уведений до складу військово-морських сил Третього Рейху. Есмінець брав участь у бойових діях в атлантичних та арктичних водах, біля берегів Норвегії. Упродовж 1941—1942 років його активно залучали до рейдових дій проти союзних арктичних конвоїв. 1942 року пройшов модернізацію, переведений до Франції, де протягом 1943 року забезпечував прикриття проривачам блокади, які рушили Біскайською затокою до портів окупованої Франції. Бився у битві в цій затоці наприкінці року. Після висадки союзників у Нормандії Z24 був одним з небагатьох німецьких есмінців, що залишилися у французьких водах і під час битви біля Уессана між кораблями союзних ВМС і німецькими Крігсмарине Z24 зазнав серйозних пошкоджень. На початку серпня 1944 року після ремонту став до ладу, але знову був уражений атакою союзних винищувачів-бомбардувальників і нарешті 25 серпня затоплений британськими важкими винищувачами «Бофайтер» неподалік від Ле-Вердон-сюр-Мер.

## Історія служби
28 березня 1942 року союзний транспортний конвой PQ 13 був виявлений німецькою авіацією та атакований. Два судна були потоплені: Raceland і Empire Ranger. Того ж дня німецькі сили з трьох есмінців типу «Нарвік» Z24, Z25 і Z26 під командуванням капітана-цур-зее Г.Поніца вийшли з Кіркенеса. Вони перехопили Bateau, який увечері 28/29 березня був потоплений, перш ніж вранці 29 березня наразитися на ескортні кораблі «Тринідад» і «Фьюрі». Внаслідок зіткнення Z26 був сильно пошкоджений вогнем крейсера «Тринідад» і затонув пізніше після комбінованої контратаки «Орібі», «Екліпс» і радянського есмінця «Сокрушительний», але під час бою «Тринідад» був уражений власною торпедою. Німецькі кораблі, що залишилися, перервали бойові дії та відступили.
5 березня 1943 року 8-ма флотилія есмінців (Z23, Z24, Z32 і Z37) у рамках операції «Карін» здійснила прорив через Англійський канал до французького узбережжя Атлантичного океану. Попри атаки британської берегової артилерії та моторних торпедних катерів, німецькій флотилії вдалося неушкодженою пройти через Дуврську протоку, лише Z37 дістав незначних пошкоджень, наразившись на мілину біля Гавра. 28 березня флотилія забезпечувала прикриття при спробі італійського проривача блокади, судна Himalaya, відплисти на Далекий Схід, але італійське судно вимушено повернулося в Бордо після того, як його помітив британський розвідувальний літак.
30 березня Z24 разом з есмінцями Z23, Z32 і Z37 вирушили назустріч проривачу блокади Pietro Orseolo. Важкі повітряні атаки британських «Бофайтерів» були відбиті, німецькі есмінці збили п'ять літаків, що атакували. Втім Pietro Orseolo пошкодили торпедою з американського підводного човна «Шад», перш ніж він досяг безпечної зони в лимані Жиронди 2 квітня. 9 квітня Himalaya зробив ще одну спробу прорватися, але він та кораблі прикриття були помічені літаючим човном «Сандерленд». На зворотному шляху кораблі Осі атакували бомбардувальники «Віккерс Веллінгтон» і торпедоносці «Хендлі Пейдж Хемпден», п'ятеро з яких були збиті німецькими засобами ППО.
До початку вторгнення союзного морського десанту в Західну Європу Z24 перебував у складі 8-ї флотилії есмінців під командуванням капітана-цур-зее Теодора фон Маухенгайма, що оперувала в Біскайській затоці. Діставши повідомлення про висадку англо-американських сил у Нормандії, командир флотилії віддав наказ трьом боєготовим есмінцям Z24, Z32, ZH1 та міноносцю T24 вирушити до Бреста та розпочати контрдії проти флоту вторгнення.
9 червня 1944 року під час патрулювання, британська повітряна розвідка виявила біля берегів Бретані за 20 миль від острова Іль-де-Ба групу німецьких ескадрених міноносців. На перехоплення противника поринули британсько-канадські кораблі «Ашанті», «Ескімо», «Джавелін», «Хаїда», «Гурон» та «Піорун» і «Блискавиця» на чолі з есмінцем «Тартар». Наслідком стрімкого бою, що відбувся між кораблями, стало затоплення німецького есмінця ZH1, серйозне пошкодження Z24 та викидання на мілину біля острова Z32, що згодом був затоплений командою.
З 13 липня по 5 серпня Z24 перебував на ремонті в Бордо, але вже 14 серпня союзні винищувачі-бомбардувальники атакували його біля Руаяна. Корабель був уражений п'ятьма ракетами та дев'ятьма десятками 20-мм снарядів, які пошкодили його надбудову та баштові гармати. Z24 повернувся до Бордо на ремонт, але 24 серпня корабель вкотре атакували британські важкі винищувачі «Бофайтер» неподалік від Ле-Вердон-сюр-Мер. Наступного дня есмінцю ледве вдалося підійти до причальних споруд, але згодом він перекинувся й затонув. Екіпаж Z24 ввели до складу захисників «Фортеці Жиронда», який протримався до капітуляції Німеччини у травні 1945 року.